# Lista de ministros da Educação do Império Russo
Essa é uma lista dos Ministros da iluminação nacional do Império Russo, também conhecido como Ministros da educação nacional. O ministro estava à frente do Ministério da Educação Nacional (também traduzido como Ministério do Esclarecimento Nacional).
De 24 de Outubro de 1817 a 15 de maio de 1824, o ministério fez parte, englobando o Ministério de Assuntos Religiosos e Educação Pública, também conhecido como Ministério de Assuntos Espirituais e Iluminismo Nacional da federação russa.

## Lista de ministros (1802-1917)
- Conde Pyotr Zavadobskiy, 8 de setembro de 1802 – 11 de abril de 1810
- Conde Aleksey Razumovskiy, 11 de abril de 1810 – 10 de agosto de 1816
- Príncipe Aleksandr Golitsin, 10 de agosto de 1816 – 15 de maio de 1824
- Aleksandr Shishkov, 15 de maio de 1824 – 25 de abril de 1828
- Príncipe Carl Christoph von Lieven, 25 de abril de 1828 – 18 de março de 1833
- Conde Sergey Uvarov, 21 de março de 1833 – 20 de outubro de 1849
- Príncipe Platon Shirinsky-Shikhmatov, 20 de outubro de 1849 – 7 de abril de 1853
- Avraam Norov, 7 de abril de 1853 – 23 de março de 1858
- Evgraf Kovalevskiy, 23 de março de 1858 – 28 de junho de 1861
- Conde Yevfimiy Putyatin, 28 de junho de 1861 – 25 de dezembro de 1861
- Alexandr Golovnin, 25 de dezembro de 1861 – 14 de abril de 1866
- Conde Dmitry Tolstoi, 14 de abril de 1866 – 24 de abril de 1880
- Andrey Saburov, 24 de abril de 1880 – 24 de março de 1881
- Barão Aleksandr Nicolai, 24 de março de 1881 – 16 de março de 1882
- Conde Ivan Delyanov, 16 de março de 1882 – 29 de dezembro de 1897
- Nikolay Bogolepov, 12 de fevereiro de 1898 – 2 de março de 1901
- Piotr Vannovsky, 24 de março de 1901 – 11 de abril de 1902
- Grigoriy Zenger, 11 de abril de 1902 – 23 de janeiro de 1904
- Vladimir Glazov, 10 de abril de 1904 – 18 de outubro de 1905
- Conde Ivan Ivanovich Tolstoi, 31 de outubro de 1905 – 24 de abril de 1906
- Pyotr Kaufman, 24 de abril de 1906 – 1 de janeiro de 1908
- Aleksand Shvarts, 1º de janeiro de 1908 – 25 de setembro de 1910
- Lev Kasso, 25 de setembro de 1910 – 26 de novembro de 1914
- Conde Pavel Ignatieff, 9 de janeiro de 1915 – 27 de dezembro de 1916
- Nikolai Kulchitsky, 27 de dezembro de 1916 – 28 de fevereiro de 1917